# Dangerously in Love
Dangerously In Love är ett musikalbum av Beyoncé Knowles, släppt den 23 juni 2003.

## Låtförteckning
1. Crazy In Love med Jay-Z
2. Naughty Girl
3. Baby Boy med Sean Paul
4. Hip Hop Star med Big Boi och Sleepy Brown
5. Be With You
6. Me, Myself And I
7. Yes
8. Signs med Missy Elliott
9. Speechless
10. That's How You Like It med Jay-Z
11. The Closer I Get To You duett med Luther Vandross
12. Dangerously In Love 2
13. Beyoncé Interlude
14. Gift From Virgo
15. Daddy (dolt spår)

## Singlar
- Crazy In Love med Jay-Z
- Daddy
- Baby Boy med Sean Paul
- Me, Myself And I
- Naughty Girl